# Devils on horseback
I devils on horseback ("diavoli a cavallo") sono un antipasto inglese consistente in prugne avvolte nel bacon e poi fritte o cotte in forno.
L'alimento funge da snack e viene spesso accompagnato con bevande alcoliche; viene spesso servito durante le festività inglesi. Secondo il sito British Food a History, i devils on horseback sono anche ideali con gli angels on horseback, un piatto di origine vittoriana consistente in ostriche avvolte nella pancetta e grigliate.